# Miezgovce
Miezgovce (Hongaars: Mézgás) is een Slowaakse gemeente in de regio Trenčín, en maakt deel uit van het district Bánovce nad Bebravou.
Miezgovce telt 267 inwoners.